# 프란체스코 5세 다스부르고에스테 대공

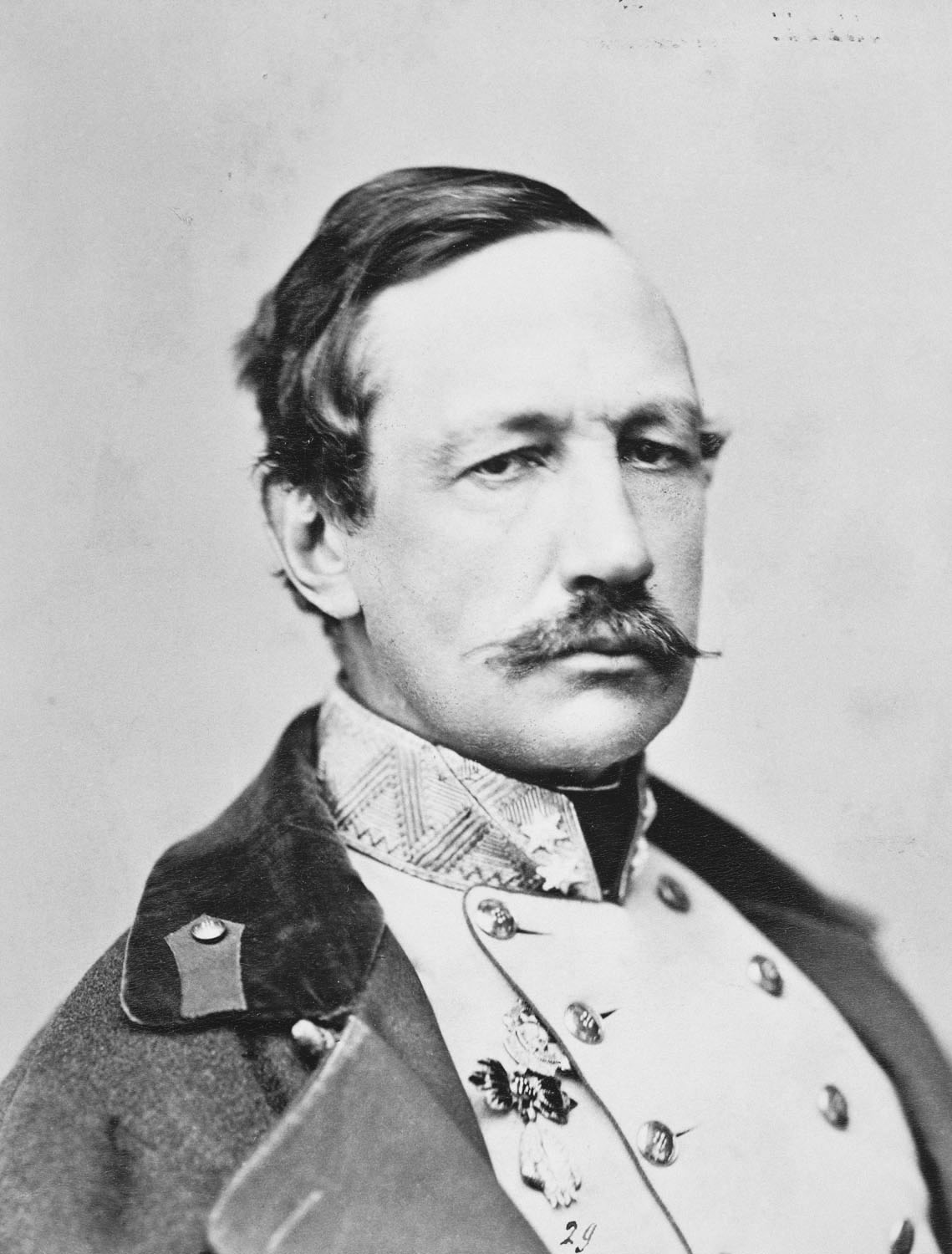
프란체스코 5세(1857년)

프란체스코 5세 페르디난도 제미니아노 다스부르고에스테(Francesco V Ferdinando Geminiano d'Asburgo-Este)는 모데나 공국의 공작이다. 자코바이트 왕위 요구자로서 프랜시스 1세로 불린다.